# KOUZIRO
株式会社KOUZIRO（コウジロ、英: KOUZIRO Co.,Ltd.）は、かつてパソコンの組み立て製造・販売を行っていた企業。屋号はフロンティア神代（フロンティアこうじろ、FRONTIER）。本社を山口県柳井市に置いていた。
家電量販店であるヤマダ電機の完全子会社で、インテルプレミアプロバイダの一つ。
20年以上前よりパソコンの通信販売を手がけ、早くからBTOにも対応するなど、日本のホワイトボックスにおける文字通り先駆者的存在であった。

## 歴史

### 起業後
1981年、山口県熊毛郡田布施町で文房具店を営んでいた初代社長の神代昭治が、当時まだ珍しかったコンピューターの販売を始める。個人事業から法人（株式会社神代）に組織替えし、コンピューター販売に本腰を入れることになる。
1987年以後、岩国市、徳山市（現在の周南市）、宇部市、さらには広島県の広島市中区と福山市にも直営店を構えるほどに成長した。

### オリジナルブランドの発売
1993年よりPC/AT互換機のオリジナルブランド「FRONTIER」シリーズを発売する。『田舎が生んだコロンブスの卵』のキャッチコピーのもと、コンピュータ販売の世界では当時珍しかったオーダーメイドシステムにより、自社での注文生産（当時は本社のカウンターの裏で従業員総出で組み立てを行っていた）を基本としながら、部品の選定にはきちんと相性診断を行うなど、品質と安さが通販分野（当時は月刊ASCIIなどコンピュータ雑誌への広告が中心であった）などで知られるようになる。
このように、PC/AT互換機に比較的早くから力を注いだショップであったが、当初は旧来勢力であるPC-9800シリーズの圧倒的な市場での優位性に販売数も伸び悩んだ。しかし、Windowsへの移行が進み、PC-9800シリーズの優位性が少なくなるにつれ、徐々に業績を伸ばしていった。
Windows 95の登場した後の1996年には、東京秋葉原への出店を果たし、1999年には柳井市の工業団地内に本社および工場を移転、生産能力の増強をはかった。
しかし、秋葉原のパソコンショップなどが相次いでショップブランドの販売を開始するなど、パソコンの通販分野に進出する企業が増加した事で競争が激化。製品の構成パーツを受注発注で少量仕入していたため他社より原価が高く、市場価格の激しい下落に追従できなくなった。

### 価格帯の転換
2000年、オリジナル設計のハイエンドデスクトップPC「G-BREAK（ギガブレイク）」を発売。パブリシティに力を入れて低価格帯・ローエンド製品主体のショップブランドから高価格帯・ハイエンド製品主体のメーカーへの脱皮を試みたが、この戦略が裏目に出て、従来の主な顧客層であった上級者（いわゆるマニア層）が競合関係にあるショップブランドに流れていった。
代わりに新しい顧客となった初・中級者であったが、店員の接客やサポートセンターの対応がこれら初・中級者に対応できる水準にはなく、ネット上でその悪評が有名となり次第に客足が遠のいていった。
その結果、直営店を次々と閉鎖（徳山店だけは最後まで残っていたが、FRONTIER PC 販売代理店であるヤマダ電機店舗（ザ・モール周南店）との競合の兼ね合いから、2006年5月に閉鎖して直営店は消滅）し、販売の軸を通販部門と法人販売部門に大きくシフトさせた。

### ヤマダ電機との提携・子会社化
一方、大手家電量販店のヤマダ電機は本体とOSで4万円程度の低価格パソコンの販売にも力を入れていたものの、自社のプライベートブランドは有しておらず、一時期はパーツと同様に各社のホワイトボックスブランドを取りそろえていた。
この中にフロンティア神代製のものが含まれており、フロンティア神代もヤマダ電機向けオリジナルモデルをラインナップに加えることになる。やがて、このヤマダ電機での取り扱いにおいては、廉価モデルだけではなく最新の3Dオンラインゲームに対応したデスクトップのハイエンドモデルやBTOも担うようになり、事実上、ヤマダ電機のパソコン部門のショップブランド的な存在として認知されていった。
他方、廉価モデルについては、純然たる自社製ではなく、同じくホワイトボックスの後発メーカーであるマウスコンピューターが製造したOEM品がラインナップに含まれていた時期もある。なお、マウスコンピューターは一時期ヤマダ電機で直接自社製マシンを販売しKOUZIROと競合する関係にもあったが、こちらはKOUZIROがヤマダ電機の子会社になった頃と前後してヤマダ電機での販売は打ち切られている。
このホワイトパソコン販売が契機となって、2004年1月、フロンティア神代はヤマダ電機に対して大幅な第三者割当増資を実施、ヤマダ電機の連結対象子会社となる。同年には社名をKOUZIROに改め、ロゴを一新。2006年に法人営業拠点を柳井本社と東京支店に集約した。

### 吸収合併・解散
2013年7月16日付で親会社のヤマダ電機に吸収合併され解散。FRONTIERブランドのPC事業は、同じくヤマダ電機の子会社で中古OA機器の販売・買取等を行っているインバースネットが引き継いだ。